# NGC 7582
NGC 7582是位於天鶴座的一個棒旋星系，在哈伯分類是SB(s)。它的視大小是5.0' × 2.1'，視星等11.37等，距離地球大約7,000萬光年，實直徑大約100,000光年。這個星系是西佛2型的活躍星系，位於室女超星系團中心西部的位置。